# 巡礼・世界の聖地
巡礼・世界の聖地（じゅんれい・せかいのせいち）は毎日放送制作・TBS系列にて毎日放送50周年開局記念番組として放送されたドキュメンタリー番組。2001年1月14日に第一部「ヨーロッパ・メキシコ編」、同年5月20日に第二部「メッカ・チベット・インド編」として放送された。テーマは「人はなぜ、巡礼をするのか」。

## 番組内容

### ヨーロッパ・メキシコ編
キリスト教が主なテーマ
- 放送日…2001年1月14日14：00～15：24
- フランス・スペイン…サンティアゴ・デ・コンポステーラの巡礼
- メキシコ…ケレタロ州の人々によるグアダルーペの聖母の巡礼
- エルサレム…岩のドーム見学・ヨルダン川の洗礼・クムランの洞窟見学
- ローマ…世界青年の日

### メッカ・チベット・インド編
アジアの宗教が主なテーマ
- 放送日…2001年5月20日14：00～15：24
- メッカ…イスラム教
- チベット…チベット仏教
- インド…ヒンドゥー教

## スタッフ
- 企画：梅本史郎、康浩郎
- 監修：大森康宏（国立民族学博物館教授、現・同名誉教授）
- 音楽：姫神
- ナレーター：斎藤由貴、中西安
- ディレクター：里見繁、沢田隆三
- プロデューサー：山本利樹
- 制作協力：パトリア
- 製作著作：毎日放送